# Erling Jepsen

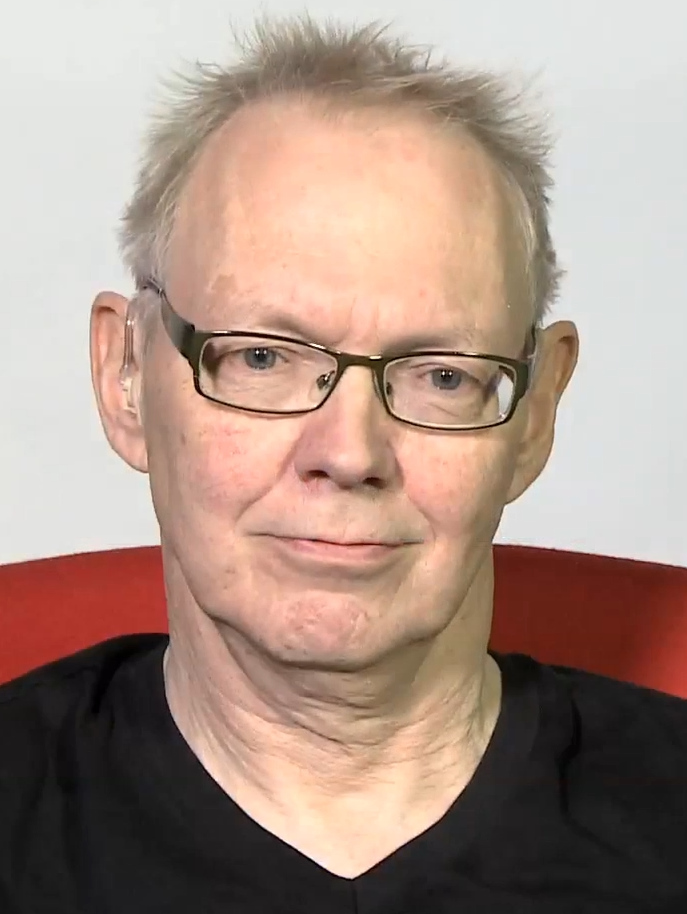
Erling Jepsen (2016)

Erling Jepsen (* 14. Mai 1956 in Gram, Dänemark) ist ein dänischer Schriftsteller und Dramatiker.

## Leben
Erling Jepsen wurde als Sohn eines Milchmanns und einer Hausfrau in der Kleinstadt Gram geboren. Die Familie war laut eigener Aussage dysfunktional, der Vater von der Inneren Mission geprägt. Zunächst auf dem Gymnasium in Haderslev, zog er im Alter von 16 Jahren von zuhause aus und machte 1975 das Abitur am Oberstufenzentrum Århus Akademi. Anschließend zog er nach Kopenhagen, wo er als Hörspielautor für das Radio tätig war.
Sein Debüt gab er schließlich 1977 mit Kiks med kniv og gaffel. In den 1980er Jahren kamen Drehbücher hinzu, und ab den 1990er Jahren tat sich Jepsen erfolgreich als Dramatiker hervor, mit Stücken wie Elskende i et fodgængerfelt, Når bare det kommer fra hjertet und Snefnugget og øjeæblet. Seinen ersten Roman veröffentlichte er schließlich 1999 mit Ingen grund til overdramatisering.
Der kommerzielle Durchbruch beim Publikum gelang Jepsen 2002 mit dem Roman Kunsten at græde i kor. Das autobiographisch inspirierte Drama über eine Inzestfamilie wurde in mehrere Sprachen übersetzt, darunter ins Schwedische, Norwegische, Holländische, Spanische und Isländische. In Deutscher Sprache erschien das Buch 2007 in einer Übersetzung von Ulrich Sonnenberg unter dem Titel Die Kunst im Chor zu weinen im Suhrkamp Verlag.
Jepsens Romane sind in Sønderjylland/Nordschleswig angesiedelt. Seine Milieuschilderungen greifen Themen wie Provinzialität, Lokalpatriotismus, Fremdenfeindlichkeit und Gewalt auf. Sie stehen der Satire nahe. Dabei variiert Jepsen vermeintliche Kindheitserinnerungen und bedient sich stilistischer Mittel wie Selbstreferenzialität und Unzuverlässiges Erzählen.
Bisher wurden vier Romane von Jepsen verfilmt. Henrik Ruben Genz verfilmte Biroller (nach Undskyld jeg forstyrrer) und Frygtelig lykkelig. Beide Filme erhielten zahlreiche Nominierungen für die dänischen Filmpreise Bodil und Robert. Peter Schønau Fog verfilmte Kunsten at græde i kor. Der Film lief 2006 unter anderem auf dem Internationalen Filmfestival Mannheim-Heidelberg. Der Film wurde fünfzehnmal für einen Bodil-/Robertpreis nominiert und erhielt vier Auszeichnungen. 2020 wurde Erna im Krieg veröffentlicht.
Erling Jepsen ist geschieden, aus der Ehe stammt eine Tochter. Er lebt im Kopenhagener Stadtteil Amager.

## Werke (Auswahl)
Hörspiele
- Kiks med kniv og gaffel (1977)
- Fars lille pige (1981)
- Undulaterne (1989)
- Manden som ville lære kunsten at sprælle (1991)
- Tasketyven og kammertonen (1992)

Theaterstücke
- Elskende i et fodgængerfelt (1992)
- En farlig mand (1993)
- Med dame på og hele lortet (1993)
- Næste år bliver øllet bedre (1993)
- Når bare det kommer fra hjertet (1995)
- Muhammad Ali svigter aldrig (1998)
- Snefnugget og øjeæblet (1999)
- Manden som bad om lov til at være her på jorden (2000)
- Dansemus (2001)
- Kuren (2001)
- Anna og tyngdeloven (2003)
- Manden fra Estland (2004)
- Fire spil (2006)

Romane
- Ingen grund til overdramatisering (1999)
- Kunsten at græde i kor (2002)
  - Die Kunst im Chor zu weinen, Frankfurt am Main 2007, Suhrkamp Verlag, ISBN 978-3-518-46030-6
- Frygtelig lykkelig (2004)
  - Dreck am Stecken, München 2006, Heyne Verlag, ISBN 978-3-453-40153-2
  - Fürchterlich glücklich, Frankfurt am Main 2010, Suhrkamp Verlag, ISBN 978-3-518-46178-5
- Biroller (2009)
- Hovedløs sommer (2011)
  - Kopfloser Sommer, Berlin 2012, Suhrkamp Verlag, ISBN 978-3-518-46414-4
- Den sønderjyske farm (2013)
- Gramhavet - Familiehemmeligheder I (2016)
- Erna i Krig (2018)
- Hjemmefra - Familiehemmeligheder II (2019)
- Erna og rumæneren (2020)
- Skolekomedie (2021)
- Vindueskiggeren (2022)

Drehbücher
- 1980: Polledreng kommer hjem
- 1981: Freddys Bar
- 1982: Næste week-end
- 1983: Forræderne

## Auszeichnungen (Auswahl)
- Nominierung für den DR Romanpreis 2003 für „Kunsten at græde i kor“
- Danske Dramatikeres Hæderspris 2002
- Holberg-Medaille 2004[4]
- DR Romanpris 2014 für „Den sønderjyske farm“[5]